# Litij
Lítij je kemični element, ki ima simbol Li in atomsko število 3. V periodnem sistemu se nahaja v prvi skupini, med alkalijskimi kovinami. Litij je v svoji čisti obliki mehka, srebrno bela kovina, ki na zraku in v vodi zelo hitro potemni in oksidira. Je najlažji trden element in se predvsem uporablja za izdelavo zlitin za prenos toplote, v baterijah, v nekaterih zdravilih pa nastopa kot sestavina za stabiliziranje počutja.
Litij je najlažja kovina in ima pol manjšo gostoto kot voda. Kot vse alkalne kovine tudi litij zlahka reagira v vodi in v naravi zaradi te svoje aktivnosti ne nastopa prost, vseeno pa je še vedno manj reaktiven od kemijsko podobnega natrija.

## Lastnosti
Je srebrnkasto bele/sive barve, ki je tako mehka, da jo lahko režemo z nožem. Leta 1817 ga je odkril Johan August Arfwedson v silikatnih mineralih. Za razliko od ostalih alkalijskih elementov se nahaja v kameninah, zato je dobil ime lithos, kar v grščini pomeni kamen. Najpomembnejši viri litija so minerali (kastor, spodumen, ambligonit, lepidolit). Pridobivamo ga tako, da minerale raztopimo v žveplovi (VI) kislini. Nato iz nastale raztopine Li2SO4 s pomočjo Na2CO3 oborijo Li2SO4. Kovinski litij dobijo z elektrolizo taline LiCl in KCl ter iz raztopine LiCl v piridinu.
Litij se uporablja kot dodatek v kovinskih zlitinah, za pridobivanje organokovinskih katalizatorjev, za izdelavo baterij (žepni računalniki, ure, ...). Litijeve spojine se uporabljajo v različnih panogah. Tako se litijev karbonat Li2CO3 uporablja v medicini za zdravljenje duševnih bolezni, medtem ko se v industriji uporablja za emajle, glazure. Litijev klorat (I)  se uporablja v bazenih in bolnišničnih pralnicah za uničevanje klic, litijev oksid Li2O za izdelavo keramike (posode), litijev hidroksid LiOH za barvanje najlona in papirja ter litijev karbonat Li2CO3 pa za izdelavo stekla. 
Litij tvori, pri gorenju na zraku, trdne snovi z ionsko zgradbo, v glavnem okside Li2O (Li + O2  →  2Li2O). Oksid je bazičen ter pri reakciji z vodo reagira do hidroksidov, te raztopine pa so močno alkalne (bazične). Te pa lahko nevtralizirajo kisline in pri tem nastanejo soli. Burno reagira z vodo, pri čemer se sprošča zelo lahko vnetljiv plin vodik.
Je korozivna (jedka) in vnetljiva snov.
Ko litij gori, daje kovina presenetljivo karminsko rdečo barvo, ko pa močno gori, pa postane plamen briljantno bel. Litij je zelo lahko vnetljiv, do vžiga lahko pride zaradi trenja, segrevanja, iskre ali plamena. Pri stiku z vodo nastanejo vnetljivi plini,lahko se vname pri stiku z vodo ali vlažnim zrakom. Litij hranimo v petroleju (na bencinu plava), zato ga prevažamo v zelo vnetljivih tekočinah. Za požar se ne sme uporabljati vode, ker reagira burno ali eksplozivno, lahko nastanejo jedke raztopine in strupeni plini. Širjenje požara lahko povzroči onesnaženje.

## Uporaba

### Keramika in steklo
Litij oksid se pogosto uporablja za obdelavo kremena, zmanjša tališče in viskoznost materiala in vodi do glazure 
izboljšane fizikalne lastnosti, vključno z nizko koeficiente za toplotno raztezanje. 

### Elektronika
V poznih letih 20. stoletja je litij postal pomemben kot anodni material. Uporabljen v LI-ION baterijah zaradi visokega elektrokemičnega potenciala in celica lahko v primerjavi z 2,1 V pri svinec-kislinski in v primerjavi z 1,5 V pri cink-ogljikovi celici ustvari 3 volte. Zaradi nizke atomske mase ima tudi visoko moč polnjenja in razmerje med močjo in težo. Litijske baterije so za enkratno uporabo. Ne smemo jih mešati z litij-ionskimi baterijami, ki so polnilne baterije z visoko gostoto. Ostale polnilne baterije vsebujejo Li-ION polimer baterijo, litij –železov fosfat baterije in nanobaterije. Nove tehnologije se konstantno predstavljajo. 

### Mazalne maščobe
Tretja najpogostejša uporaba litija je v masti. Litij hidroksid je močna baza, in pri segrevanju z maščobo, ki ga 
proizvaja iz mila starat litija. Litij milo ima sposobnost za zgostitev olja, zato se mazalne maščobe uporablja v proizvodnji za vse namene, z visoko temperaturo.

### Anorganske litijeve soli
Litij klorid in litij bromid sta izredno higroskopičena in se uporabljat kot sušilno sredstvo. Litijev hidroksid 
(LiOH) je pomembna spojina litija pridobljenega iz litijevega karbonata (Li2CO3). Kovisnki litij in njegovi kompleksni 
hidridi kot Li(AlH4) se uporabljajo kot visoko energetski dodatki za raketna goriva.  

### Čiščenje zraka
Litijev peroksid, litijev nitrid, litij klorid in litij peroklat se uporabljajo kot oksidanti v raketnih gorivih in tudi v kisikovih svečah ki oskrbujejo podmornice s kisikom. Litijev hidroksid in peroksid so soli, ki se najpogosteje uporabljajo v zaprtih prostorih kot npr. na krovu vesoljske ladje in podmornice, za odstranjevanje ogljikovega dioksida in čiščenje zraka. Litijev hidroksid absorbira ogljikov dioksid iz zraka, z reakcijo, da s tem, oblikujejo litijev karbonat, ki je boljši od drugih alkalnih hidroksidov za njegovo nizko težo. Litij peroksid (Li2O2) v prisotnosti vlage ne samo, da absorbira ogljikov dioksid v obliki litijevega karbonata, ampak tudi sprošča kisik. Npr: Li2O2 + 2CO2  →  2Li2CO3 + O2.

## Ukrepi za prvo pomoč
Vdihovanje
Vdihovanje ali stik s parami, snovjo ali razkrojnimi produkti lahko povzroči hude poškodbe ali smrt. Potrebno je najprej premakni ponesrečenca na sveži zrak, mu nuditi umetno dihanje če ne diha oziroma uporabiti kisik če je dihanje oteženo.
Zaužitje
Usta večkrat izprat z vodo, če ima oseba krče jo je treba takoj pospremiti k zdravniku in ji nuditi zdravniško pomoč.
Stik s kožo in očmi
V primeru stika s snovjo takoj izpiranje kože ali oči s tekočo vodo najmanj 20 minut, odstraniti in izolirajte kontaminirano obleko in obutev.

## Ukrepi ob požaru
Posebne nevarnosti
Pri stiku z vodo ali vlažnim zrakom se lahko vname. Iztekanje lahko povzroči požar ali eksplozijo. Snov se prevaža raztopljena v zelo vnetljivih tekočinah. Pri požaru nastajajo dražilni , jedki in strupeni plini. Možnost nastajanja jedkih raztopin. Izoliranje področja razsutja ali iztekanja takoj 50 m v vse smeri. Uporaba izolirnih dihalnih aparatov (IDA). Uporaba vode ali pene povzroči burno reakcijo.
Primerna sredstva za gašenje
Za gašenje malega požara se uporablja prah, apno ali pesek. Za večje požare suh pesek, natrijev klorid v prahu, grafit v prahu, baker v prahu ali cement. Če je v požaru goreči kamion ali cisterna je treba gasiti z velike oddaljenosti, uporaba vodnih topov, v kontejner ne vlivat vode, kontejner hladiti z veliko količino vode, tudi potem ko ne več gori. Če slišite čudne zvoke ali opazite, da se spreminja barve se takoj odmaknite na varno.
Posebna zaščitna oprema za gasilce
Uporaba izolirnega dihalnega aparata (IDA), gasilska zaščitna obleka v primeru požara, v drugih situacijah je neučinkovita.

## Ukrepi ob nezgodnih izpustih:
Previdnostni ukrepi, ki se nanašajo na ljudi
V primeru razsutja ali iztekanja takoj izolirati področje v obsegu 50 m v vse strani, ostraniti v zavetrju, v nižjih delih se ne zadrževati, ob vstopu v prostore dobro prezračiti. Evakuirati ljudi v razdalji 250 metrov v vse strani. Če gori železniški vagon, cisterna ali priklopnik , izolirati 800 m v vse smeri ter evakuirati ljudi v polmeru 800m in izvesti ukrepe varovanja in reševanja. Odstraniti vse vire vžiga (ne kadite, odstranite iskrenje in plamene v neposredni okolici). Ne dotikajte se ali hodite po razsuti snovi. Zaustavite iztekanje, če je to mogoče brez nevarnosti. Uporabite razpršeno vodo za zmanjševanje nastajanja par (hlapov) ali poskušajte spremeniti smer širjenja. Ne vlivajte vode po razsuti snovi ali v zabojnik. Pri manjšem razsutju/razlitju pokriti s suho zemljo, suhim peskom ali drugo negorljivo snovjo nato pa s plastično folijo, da preprečite prašenje in stik z dežjem. Talečo kovino omejimo za poznejšo odstranitev, pri tem ne uporabljamo vode ali pene. V primeru razsutja prahu je treba pokriti s plastično folijo ali krpo, da se prepreči prašenje. Odstranjevanje ali čiščenje opraviti pod nadzorom strokovnjaka. 
Ekološki zaščitni ukrepi
Snovi, ki onesnažujejo vode. Ob majhnem požaru ali razsutju oziroma razlitju se ne uporablja vode, ampak pesek, apno, prah. Pri večjih požarih pa se uporablja suh pesek, natrijev klorid v prahu, grafit v prahu, baker v prahu ali cement. Če je v požaru kamion- cisterna je treba cisterno hladiti z veliko količino vode. Čiščenje in odstranjevanje razsute /razlite snovi je treba opraviti pod nadzorom strokovnjakov.

## Ravnanje z nevarno snovjo/pripravkom in skladiščenje
Ravnanje
Osebe, ki ravnajo z Litijem morajo biti podučene o njegovi nevarnosti in škodljivosti. Pravilna ravnanja ob nesrečah so nujna. Previdnost pred vžigom mora biti zelo velika (iskre, plameni, trenja, segrevanje).
Skladiščenje
Ločiti od virov vžiga, trenja, segrevanja, isker in plamenov. Ne sme priti v stik z vodo. Litij se hrani v petroleju. Posode, v katerih se shranjuje litij, morajo biti v suhem prostoru brez vlage, ter zaščiteni pred viri vžiga.

## Ekotoksikološki podatki
V primeru razsutja ali razlitja je treba biti zelo pozoren, da se snov ne vname in da se jo umije, pri odstranjevanju potreben nadzor strokovnjakov. Ne uporabiti vode za odstranjevanje oz. omejitev širjenja. Razsuto oz. razlito snov je treba shraniti v suhe in zaprte posode, kontaminirano obleko in obutev je treba ravno tako shraniti med posebne odpadke za nadaljnje uničenje.